# Skisprung-Grand-Prix 1997
Der Skisprung-Grand-Prix 1997 (offizielle Bezeichnung: FIS Grand Prix Skispringen 1997) war eine vom Weltskiverband FIS zwischen dem 14. und dem 31. August 1997 ausgetragene Sommer-Wettkampfserie im Skispringen. Der an fünf verschiedenen Orten in Europa ausgetragene Grand-Prix bestand aus fünf Einzelwettbewerben. Den Sieg in der Gesamtwertung konnte der Japaner Masahiko Harada vor dem Norweger Espen Bredesen und dem Österreicher Martin Höllwarth erringen.

## Ergebnisse und Wertungen

### Grand-Prix Übersicht
| Datum           | Austragungsort | Schanze                 | Bemerkung | Sieger          | Zweiter          | Dritter           |
| --------------- | -------------- | ----------------------- | --------- | --------------- | ---------------- | ----------------- |
| 14. August 1997 | Courchevel     | Tremplin du Praz K 120  |           | Masahiko Harada | Espen Bredesen   | Takanobu Okabe    |
| 17. August 1997 | Trondheim      | Granåsen K 120          |           | Takanobu Okabe  | Ville Kantee     | Espen Bredesen    |
| 24. August 1997 | Hinterzarten   | Adlerschanze K 90       |           | Masahiko Harada | Martin Höllwarth | Hideharu Miyahira |
| 27. August 1997 | Predazzo       | Trampolino dal Ben K 90 |           | Masahiko Harada | Nicolas Dessum   | Sturle Holseter   |
| 31. August 1997 | Stams          | Brunnentalschanze K 105 |           | Espen Bredesen  | Martin Höllwarth | Stefan Horngacher |

### Wertungen
| Rang | Name                     | Punkte |
| ---- | ------------------------ | ------ |
| 01.  | Masahiko Harada          | 310    |
| 02.  | Espen Bredesen           | 274    |
| 03.  | Martin Höllwarth         | 246    |
| 04.  | Takanobu Okabe           | 227    |
| 05.  | Kazuyoshi Funaki         | 192    |
| 06.  | Nicolas Dessum           | 175    |
| 07.  | Takanobu Okabe           | 159    |
| 08.  | Sturle Holseter          | 156    |
| 09.  | Hansjörg Jäkle           | 120    |
| 10.  | Stefan Horngacher        | 117    |
| 11.  | Noriaki Kasai            | 114    |
| 12.  | Hideharu Miyahira        | 111    |
| 13.  | Martin Schmitt           | 107    |
| 14.  | Jani Soininen            | 096    |
| 15.  | Roar Ljøkelsøy           | 092    |
| 16.  | Reinhard Schwarzenberger | 086    |
|      | Kenji Suda               | 086    |
| 18.  | Dieter Thoma             | 081    |
| 19.  | Primož Peterka           | 069    |

| Rang | Name              | Punkte |
| ---- | ----------------- | ------ |
| 20.  | Kent Johanssen    | 068    |
| 21.  | Adam Małysz       | 061    |
| 22.  | Wojciech Skupień  | 059    |
| 23.  | Ari-Pekka Nikkola | 053    |
| 24.  | Matthias Wallner  | 051    |
| 25.  | Mika Laitinen     | 050    |
| 26.  | Peter Žonta       | 038    |
| 27.  | Frode Håre        | 035    |
|      | Henning Stensrud  | 035    |
| 29.  | Lasse Ottesen     | 034    |
| 30.  | Jakub Janda       | 028    |
|      | Andreas Widhölzl  | 028    |
| 32.  | Christof Duffner  | 027    |
| 33.  | Sylvain Freiholz  | 026    |
|      | Robert Meglič     | 026    |
| 35.  | Blaž Vrhovnik     | 020    |
| 36.  | Robert Křenek     | 019    |
| 37.  | Jaroslav Sakala   | 017    |

| Rang | Name                  | Punkte |
| ---- | --------------------- | ------ |
| 38.  | Waleri Kobelew        | 016    |
| 39.  | Jaroslav Kahánek      | 013    |
| 40.  | Wolfgang Loitzl       | 011    |
| 41.  | František Jež         | 010    |
|      | Hiroya Saitō          | 010    |
|      | Masayuki Satō         | 010    |
| 44.  | Roberto Cecon         | 007    |
| 45.  | Gerd Siegmund         | 006    |
| 46.  | Andrzej Galica        | 004    |
|      | Egil Grønn            | 004    |
|      | Jussi Hautamäki       | 004    |
| 49.  | Wilhelm Brenna        | 003    |
|      | Krystian Długopolski  | 003    |
|      | Alexander Kolmakow    | 003    |
| 52.  | Lucas Chevalier-Girod | 002    |
|      | Stian Kvarstad        | 002    |
|      | Martin Zimmermann     | 002    |